# Gare de Reichshoffen-Usines
Ne doit pas être confondu avec Gare de Reichshoffen-Ville.
La gare de Reichshoffen-Usines est une gare ferroviaire française, fermée, de la ligne de Haguenau à Hargarten - Falck, située sur le territoire de la commune de Reichshoffen, dans la collectivité européenne d'Alsace, en région Grand Est.
Elle est mise en service en 1864 par la Compagnie des chemins de fer de l'Est. Au XXIe siècle, elle est fermée depuis une date indéterminée.

## Situation ferroviaire
Établie à 175 mètres d'altitude, la gare de Reichshoffen-Usine est située au point kilométrique (PK) 16,822 de la ligne de Haguenau à Hargarten - Falck, entre les gares de Gundershoffen et de Reichshoffen-Ville. À proximité de l'embranchement particulier de l'usine ferroviaire de Reichshoffen.

## Histoire
La halte de Reichshoffen-Usine est mise en service par la Compagnie des chemins de fer de l'Est, le 19 décembre 1864, lorsqu'elle ouvre à l'exploitation sa ligne de Niederbronn à Haguenau. En direction de Gundershoffen, à proximité de l'emplacement prévu pour un court embranchement rejoignant les forges De Dietrich. Deux ans plus tard, en 1866, la « Reichshoffen (halte) », figure dans le guide du voyageur en France publié par Hachette, elle est établie à 17 km de Haguenau.
En 1871, la gare entre dans le réseau de la Direction générale impériale des chemins de fer d'Alsace-Lorraine (EL) à la suite de la défaite française lors de la guerre franco-allemande de 1870 (et le traité de Francfort qui s'ensuivit). En 1875, « Reichshoffen (halte) » est desservie par quatre trains dans chaque sens sur la relation Haguenau - Forbach.

## Patrimoine ferroviaire
En avril 2019, l'ancien bâtiment de la gare est toujours présent, réaffecté en domicile privé, avec une façade sur rue remaniée,.